# Bahnstrecke Kumanovo–Gjueschewo
| Streckenlänge: | 121 km               |                                       |                                       |
| Spurweite: | 1435 mm (Normalspur) |                                       |                                       |
| |                      |                                       |                                       |
| \| \| \| von Gevgelija \| \| \| \| \| Куманово / Kumanovo \| \| \| \| \| nach Tabanovci \| \| \| \| \| Ново Куманово / Novo Kumanovo \| \| \| \| \| Шупљи Камен / Šuplji Kamen \| \| \| \| \| Pčinja \| \| \| \| \| Бељаковце / Beljakovce \| \| \| \| \| \| \| \| \| \| Deve-Bair-Tunnel \| \| \| \| \| Staatsgrenze Nordmazedonien–Bulgarien \| \| \| \| \| \| \| \| \| \| Гюешево / Gjueschewo \| \| |                      |                                       |                                       |
| Strecke |                      | von Gevgelija                         | von Gevgelija                         |
| Bahnhof |                      | Куманово / Kumanovo                   | Куманово / Kumanovo                   |
| Abzweig geradeaus und nach rechts |                      | nach Tabanovci                        | nach Tabanovci                        |
| Bahnhof |                      | Ново Куманово / Novo Kumanovo         | Ново Куманово / Novo Kumanovo         |
| Bahnhof |                      | Шупљи Камен / Šuplji Kamen            | Шупљи Камен / Šuplji Kamen            |
| Brücke über Wasserlauf |                      | Pčinja                                | Pčinja                                |
| Kopfbahnhof Strecke ab hier außer Betrieb |                      | Бељаковце / Beljakovce                | Бељаковце / Beljakovce                |
| |                      |                                       |                                       |
| Tunnelanfang (Strecke außer Betrieb) |                      | Deve-Bair-Tunnel                      | Deve-Bair-Tunnel                      |
| Grenze (Strecke außer Betrieb) (im Tunnel) |                      | Staatsgrenze Nordmazedonien–Bulgarien | Staatsgrenze Nordmazedonien–Bulgarien |
| Tunnelende (Strecke außer Betrieb) |                      |                                       |                                       |
| Kopfbahnhof Strecke bis hier außer Betrieb |                      | Гюешево / Gjueschewo                  | Гюешево / Gjueschewo                  |

Die Bahnstrecke Kumanovo–Gjueschewo ist eine im Bau befindliche 121 km lange Bahnstrecke in Normalspur zwischen Nordmazedonien und Bulgarien im Zuge des Paneuropäischen Verkehrskorridors VIII. Der Ausbau soll eingleisig, die Elektrifizierung auf nordmazedonischer Seite mit 25 kV / 50 Hz Wechselspannung erfolgen.

## Geschichte
Erste Planungen für die Strecke stammen aus den Jahren 1869 und 1910/1912. Beide Vorhaben wurden nicht umgesetzt. Erst während des Zweiten Weltkriegs wurde die Strecke von Bulgarien aus in Angriff genommen und erreichte auch die Grenze. Der Weiterbau wurde dann aber aufgegeben. Von Jugoslawien aus wurde der Anschluss in Angriff genommen, aber nur das 30,8 km lange erste Teilstück von Kumanovo an der Hauptstrecke Tabanovci–Gevgelija bis Beljakovce 1956 eröffnet. Der Verkehr dort wurde 1994 wegen des schlechten Zustandes der Infrastruktur eingestellt. Noch im gleichen Jahr vergab die Bahn einen Sanierungsauftrag an eine einheimische Firma. Die Bauarbeiten machten keine so rechten Fortschritte und wurden schließlich 2004 wegen wirtschaftlicher Probleme eingestellt. Nach Planungen von 2012 sollte die Strecke bis 2022 reaktiviert, ausgebaut und nach Gjueschewo in Bulgarien verlängert werden. Auch das kam nicht zustande. Der nächste Versuch startete 2014 als ein entsprechender Auftrag an die deutsche Firma Wiebe vergeben wurde. Die vorgesehene Eröffnung 2016 kam nicht zustande und wurde wegen Problemen mit der Grundstücksenteignung auf 2017 verschoben. Tatsächlich aber wurden die Arbeiten eingestellt und der Vertrag aufgehoben.
2019 wurde zwischen Bulgarien und Nordmazedonien vereinbart, dass die Bahnstrecke Kumanovo–Gjueschewo bis 2025 fertig gestellt werden solle. Im Oktober 2021 unterzeichneten die Regierungen Albaniens, Bulgariens und Nordmazedoniens ein Memorandum, über die komplette Fertigstellung des Paneuropäischen Verkehrskorridors VIII bis 2035. Dabei gab die nordmazedonische Regierung bekannt, dass sie 1 Mrd. Euro in die Bahnstrecke Kumanovo–Gjueschewo investieren möchte und bis Ende des Jahres die Aufträge für ersten zwei Streckenabschnitte vergeben werde. Tatsächlich wurde Anfang 2023 bekannt, das Nordmazedonien den Ausbau der Teilstrecke des Verkehrskorridors VIII Richtung albanischer Grenze vorziehe.

## Projekt

### 1. Bauabschnitt
Meldungen, dass der Abschnitt zwischen Kumanovo und Beljakovce 2019 fertiggestellt worden sei, trafen offensichtlich nicht zu, denn 2022 erhielt die Strabag SE den Auftrag, die Strecke wiederherzustellen. Dafür wurden Kosten von 40 Mio. Euro und eine Bauzeit von zwei Jahren veranschlagt. Der Streckenabschnitt wurde schließlich am 17. Januar 2025 in Betrieb genommen.

### 2. Bauabschnitt
Der zweite Bauabschnitt der Strecke führt über 33,9 km von Beljakovce nach Kriva Palanka und ist ein kompletter Neubau. Ebenfalls 2022 vergab die Nordmazedonische Eisenbahninfrastrukturbehörde ŽRSM den Auftrag an die türkische Firma Gülermak. Dieser Bauabschnitt umfasst ein finanzielles Volumen von 155 Mio. Euro und soll drei Jahre Bauzeit in Anspruch nehmen. Es sollen 5 Bahnhöfe und neun Haltepunkte errichtet werden. 12 Brücken sind erforderlich.

### 3. Bauabschnitt

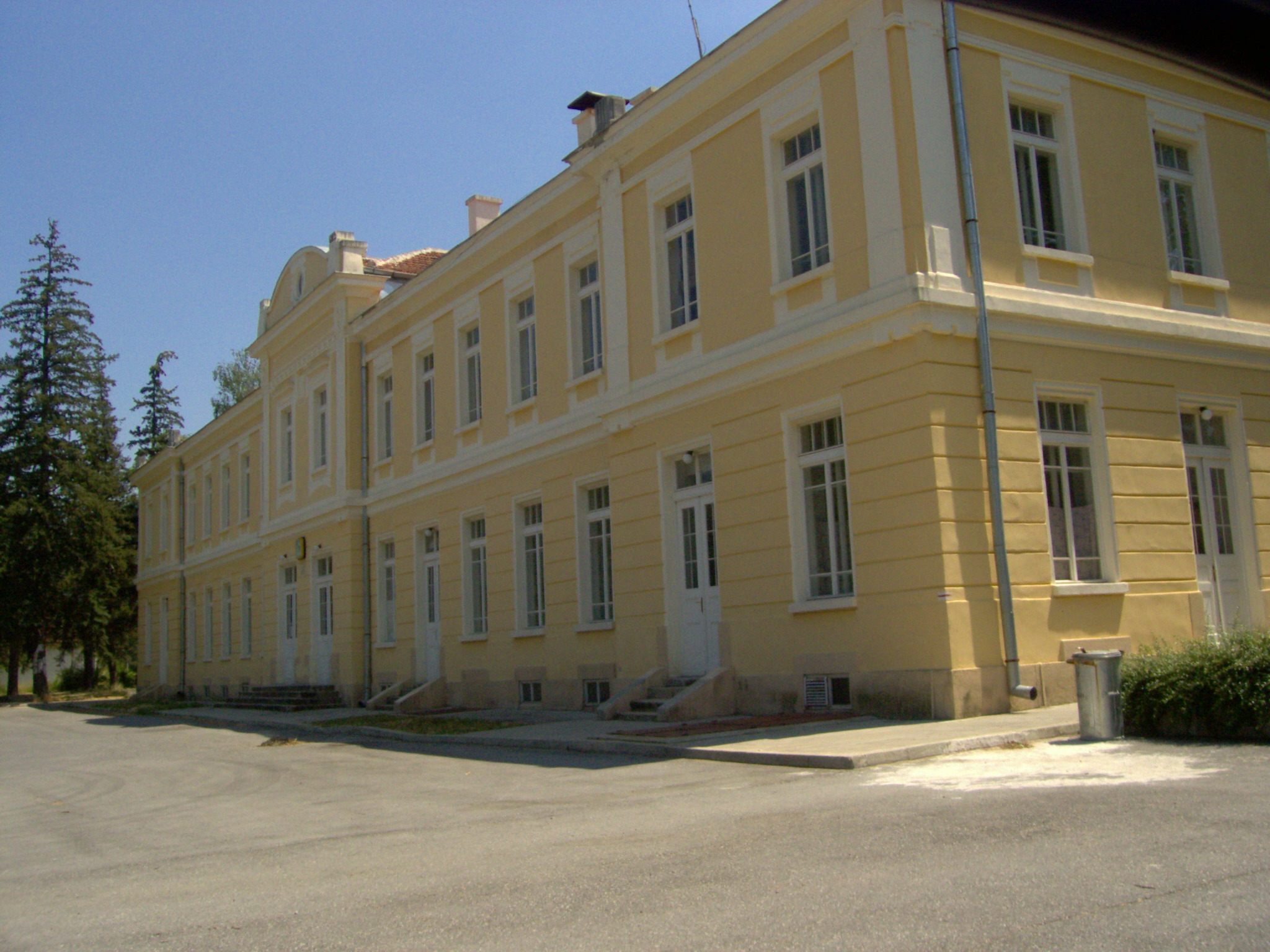
Der 1910 fertiggestellte Bahnhof von Gjueschewo

Der dritte Abschnitt reicht von Kriva Palanka bis zur bulgarischen Grenze bei Deve Bair. In diesem dritten Bauabschnitt müssen 15 Tunnel erstellt werden. Mit den Bauarbeiten sollte 2020 begonnen werden, was nach dem Ausbruch der COVID-19-Pandemie jedoch verschoben wurde. Ein bereits während des Zweiten Weltkriegs errichteter Grenztunnel wurde in jugoslawischer Zeit zerstört und muss ebenfalls neu gebaut werden.
Für diesen dritten Bauabschnitt war die Planung 2022 abgeschlossen, allerdings stand die Finanzierung noch nicht. Die Kosten werden auf 405 Mio. Euro veranschlagt. Zusagen gab es in Höhe von 155 Mio. Euro vom Western Balkans Investment Framework (WBIF) und über 61 Mio. Euro vom Instrument für Heranführungshilfe (IPA) der Europäischen Union.

### 4. Bauabschnitt
Die nur wenigen Kilometer Gleis auf bulgarischer Seite zwischen dem Grenztunnel und dem Bahnhof Gjueschewo an der Bahnstrecke Radomir–Gjueschewo sind der bulgarische Abschnitt der Bahnstrecke.